# Ithaca 37
A Ithaca 37 é uma espingarda de ação deslizante feita em grande número para os mercados civil, policial e militar. Com base em uma patente de 1915 do projetista de armas de fogo John Browning para uma espingarda inicialmente comercializada como Remington Model 17, ela tem uma janela na parte de baixo que atua tanto na ejeção quanto no carregamento, podendo ser utilizada por operadores destros e canhotos, tornando-se assim uma excelente espingarda ambidestra.

## História
Após a Primeira Guerra Mundial, a Ithaca Gun Company procurou produzir uma espingarda de ação deslizante para competir com a onipresente Winchester Model 1912. Eles usaram a Remington Model 17 como modelo e fizeram modificações - como alterações simplificadas e econômicas do percussor e mecanismo de ejeção, trabalho do projetista de Ithaca, Harry Howland, em 1931 - enquanto esperava que as patentes relacionadas expirassem. Depois de se preparar para a produção de sua nova espingarda como a Ithaca Model 33 em 1933, a Ithaca descobriu uma patente de Pedersen que não expiraria até 1937, e a produção teve que ser adiada. Em 1937, foi lançada como Ithaca 37.
Com a depressão a arrastar-se e outra guerra a surgir no horizonte, foi possivelmente o pior momento para introduzir uma vertente esportiva. Muitas armas esportivas cessaram totalmente a produção durante o mesmo período. Embora Ithaca tenha produzido algumas espingardas para uso militar durante a guerra, eles também produziram pistolas M1911 e submetralhadoras M3.
Após a Segunda Guerra Mundial, a Ithaca retomou a produção da Model 37. Fabricado em diversos modelos, a Ithaca 37 tem o maior período de produção de uma espingarda de ação deslizante da história, superando a da Winchester Model 12, a inspiração original para a entrada de Ithaca no mercado. A Ithaca sofreu muitos reveses em sua história e mudou de mãos inúmeras vezes. Ao mesmo tempo, a Ithaca 37 foi renomeada como Model 87, embora logo tenha sido alterada novamente em uma das muitas mudanças de propriedade. A produção foi interrompida em 2005, quando a Ithaca mudou de mãos mais uma vez. A produção foi retomada em Upper Sandusky, Ohio.
De acordo com um artigo do Ithaca Times datado de 11 de junho de 2003, a milionésima Model 37 foi produzida em 1968; e em 2003, mais de 2.000.000 Model 37 foram produzidas. A Ithaca 37 é a única espingarda anterior à Segunda Guerra Mundial ainda em produção.

## Operação
O carregamento da Ithaca 37 envolve a inserção de cartuchos de calibre adequado através da janela de carregamento/ejeção na parte inferior do receptor e o seu empurrão para dentro do carregador tubular até que sejam retidos pelo batente de cartuchos. A telha é pressionada e retraída completamente, sendo então empurrada para a frente. Ao puxar o gatilho, a arma dispara e a telha é liberada para recarga. Na maioria dos modelos até 1975, foi instalado um segundo mecanismo de segurança que abaixava o cão assim que a arma estivesse engatilhada, se o gatilho estivesse pressionado. Assim, manter o gatilho pressionado permitia que a arma disparasse no instante em que um novo cartucho fosse inserido na câmara, sem exigir que o gatilho fosse liberado; esse recurso era chamado de "disparo rápido". Fora isso, o Modelo 37 opera de forma muito semelhante a outras espingardas de ação deslizante; com a exceção de que, ao contrário da maioria das armas longas de ação deslizante (e semiautomáticas) – que geralmente ejetam os estojos para um lado, geralmente o direito – o Modelo 37 os ejeta para baixo, através da janela de carregamento/ejeção mencionada anteriormente. Isso tornou a Ithaca popular entre operadores canhotos, que podem ter medo de estojos quentes serem atirados neles por outras armas.

## Versões selecionadas
- S-prefix: foram fabricadas para um contrato militar dos Estados Unidos de 1962. Os números de série com prefixo S variam de aproximadamente 1.000 a 23.000 com "U.S." no receptáculo e marcações de prova "P" no cano e no receptáculo. As armas têm acabamento parkerizado com cano de 20 polegadas (51 cm) e coronha lisa com soleira de plástico e sem suporte de bandoleira. Alguns contratos posteriores produziram um número menor de armas com suporte para bandoleira e números de série na faixa de 900.000. Alguns tinham desviadores de tiro "espalhadores de bico de pato" para uso pelos SEALs da Marinha dos Estados Unidos. Outros foram equipados com guarda-mão ventilado e adaptador de baioneta. Novas baionetas foram fabricadas pela General Cutlery, Inc. e Canada Arsenal, Ltd.[3]
- Ultralite: uma variação de receptáculo de alumínio.
- Deerslayer: uma versão com cano encurtado e sistema de mira estilo rifle.
- Turkeyslayer: uma versão de coronha sintética (em preto e padrão camuflado) projetada para caça ao peru.[4]
- DSPS: para Deerslayer Police Special. Uma versão militar e policial.
- Stakeout: versão curta com cano de 13 polegadas (330 mm) e coronha de punho de pistola. Devido ao comprimento do cano e ao comprimento total, este modelo é classificado como "qualquer outra arma" pela National Firearms Act.
- 28 Gauge: Modelo de calibre 28 produzido em receptáculo de calibre 28 de tamanho tradicional.
- Defense: um modelo acessível de calibre 12 ou 20 produzido para fins de defesa doméstica. Cano de 18,5 polegadas (47 cm) com capacidade para 5 tiros ou cano de 20 polegadas (51 cm) com capacidade para 8 tiros. Essencialmente o mesmo que o Modelo 37 M&P usado por militares e policiais por muitos anos.

## Operadores
A Modelo 37 foi usada pelas Forças Armadas dos Estados Unidos na Segunda Guerra Mundial, na Guerra da Coreia e especialmente na Guerra do Vietnã, onde ganhou grande reputação de confiabilidade nas selvas do Vietnã quando geralmente usada por forças especiais como os SEALs da Marinha e os Boinas Verdes do Exército. Os maiores usuários individuais fora das Forças Armadas dos EUA foram o Departamento de Polícia de Nova Iorque e o Departamento de Polícia de Los Angeles. O Departamento de Polícia de Nova York usou 2 versões da Modelo 37: uma com um cano de 13" com alça de mão dianteira para sua Unidade de Serviço de Emergência e outra com um cano de 18" para sua Patrulha Rodoviária e oficiais de patrulha solo de baixa criminalidade designada distritos por meio de um programa de curta duração que vai do final dos anos 1970 ao início dos anos 1980. A Modelo 37 foi emitida pelo Departamento de Polícia de Los Angeles no início da década de 1940 e permaneceu em serviço até o final da década de 1990. Outros usuários incluem o Departamento do Xerife do Condado de Los Angeles e várias agências militares, policiais e de segurança e prisões em todo o mundo. A Ithaca 37 continua sendo uma escolha popular entre os civis, tanto para esportes quanto para proteção pessoal. A Modelo 37 Featherlight tem sido comumente visto nas mãos de fazendeiros e caçadores no meio-oeste dos Estados Unidos.
- Argentina: Fabricação local não licenciada sob o nome "Bataan 71"[1]
- Brasil[8] 50 entregues através do Foreign Military Sales em 1964.
- Bolívia[8]
- Estados Unidos
  - Forças Armadas dos Estados Unidos[5]
    - Força Aérea dos Estados Unidos[9]
    - Exército dos Estados Unidos: Forças Especiais[7] e Patrulhas de Longo Alcance[10]
    - Corpo de Fuzileiros Navais dos Estados Unidos: Anos 1940 até anos 1980[9][11]
    - Marinha dos Estados Unidos: Equipes SEAL e Equipes de Demolição Submarina, frequentemente usada com um acessório de boca de bico de pato para uma distribuição de tiro mais plana e mais ampla[9][6][12]

  - Departamento de Polícia de Los Angeles[13][14]
  - Departamento de Polícia de Nova York: Anos 1930 a 2009, substituída pela Mossberg 590[15]
- Vietnã do Sul[16][17][9]